# A94 (Groot-Brittannië)
De A94 is een 47 km lange hoofdverkeersweg in Schotland. De weg verbindt Perth met Forfar. Ten westen van Forfar is de weg verbonden met de A90. Ooit ging de A94 door tot aan Stonehaven, maar dit deel van de weg is hernummerd als onderdeel van de A90 in de jaren 1990.

## Hoofdbestemmingen
- Perth
- Scone
- Coupar Angus
- Forfar